# Нез-Перс (индейская резервация)
Нез-Перс (англ. Nez Perce Reservation) — индейская резервация, расположенная в северо-центральной части штата Айдахо, США.

## История
В 1805 году Льюис и Кларк, продвигаясь к побережью Тихого океана, были первыми американцами, которые увидели не-персе. По оценкам экспедиции Льюиса и Кларка не-персе проживали на данной территории в течение не менее 10 000 лет и занимали территорию около 69 000 км². Эти земли охватывали современные американские штаты Айдахо, Орегон, Вашингтон и Монтана.
В 1855 году не-персе подписали мирный договор с губернатором территории Вашингтон Айзеком Стивенсом, согласно которому, индейцы должны были поселиться в резервации. Лидеры не-персе договорились о сохранении примерно 30 400 км² территории, которая должна была защищена в качестве исключительной резервации племени. В 1860 году на землях не-персе было обнаружено золото и более 10 тысяч белых людей ринулись на территорию резервации племени. В 1863 и 1868 годах не-персе подписали ряд договоров с правительством США, в результате которых площадь резервации уменьшилась в 7 раз и в неё больше не входили земли многих групп племени. В 1877 году между не-персе и белыми поселенцами произошёл вооружённый конфликт, который перерос в Войну не-персе.
После принятия конгрессом Акта Дауэса, федеральное правительство Соединённых Штатов решило разделить земли резервации на индивидуальные участки 18 ноября 1895 года. Тысячи белых людей бросились захватывать участки в резервации, заявляя свои претензии даже на землю, принадлежащую семьям не-персе. Таким образом, только 1 мая 1893 года не-персе потеряли 2 224 км² племенной земли.
К 1975 году не-персе владели всего примерно 320 км² своей резервации. С 1980 года племя пытается выкупить потерянную землю и к 1998 году оно увеличило свои владения до 450 км². На протяжении всего процесса заключения договоров племя сохраняло неотъемлемое право ловить рыбу на своей традиционной территории, а также охотиться и выпасать скот на открытых и невостребованных землях за пределами границы резервации. Эти права за пределами Нез-Перс неоднократно отстаивались в судах штата Айдахо, ссылаясь на договорные права, как на высший закон страны.

## География
Резервация расположена в северо-центральной части штата штата Айдахо, главным образом в регионе Камас-Прейри, к югу от реки Клируотер. Территория резервации охватывает части четырёх округов, в порядке убывания площади территории этими округами являются — Нез-Перс, Льюис, Айдахо и Клируотер.
Общая площадь Нез-Перс составляет 3 119 км², из них 3 091,85 км² приходится на сушу и 27,14 км² — на воду. Административным центром резервации является город Лапвай.

## Демография
В 1988 году белые американцы составляли почти 90 % населения Нез-Перс. Перепись 2000 года показала численность населения резервации в 17 959 человек.
В 2019 году в резервации проживало 19 251 человек. Расовый состав населения: белые — 15 547 чел., афроамериканцы — 39 чел., коренные американцы (индейцы США) — 2 760 чел., азиаты — 140 чел., океанийцы — 22 чел., представители других рас — 197 чел., представители двух или более рас — 546 человек. Плотность населения составляла 6,17 чел./км². Самым большим населённым пунктом Нез-Перс является город Орофино.